# SC Neheim
Der SC Neheim (vollständiger Name: Sport-Club Neheim e. V.) ist ein Fußballverein im Arnsberger Stadtteil Neheim-Hüsten. Der Verein spielte unter dem Namen Sportfreunde Neheim acht Jahre und als SC Neheim-Hüsten vier Jahre lang in der höchsten westfälischen Amateurliga.

## Geschichte

### Strukturelle Entwicklung
Der heutige SC Neheim geht auf den am 28. Oktober 1908 gegründeten FC Neheim 08 zurück. Ein Jahr später gründete sich der FC Germania Neheim. Weitere Stammvereine waren Preußen Neheim, Victoria Neheim, Spiel und Sport Neheim, Sportvereinigung Neheim und der TuS Neheim. Diese Vereine schlossen sich nach dem Ende des Zweiten Weltkrieges zu den Sportfreunde Neheim zusammen. Parallel dazu existierte die DJK Schwarz-Weiß Neheim. Am 12. Juni 1971 fusionierten die Sportfreunde Neheim und die DJK Schwarz-Weiß zum SC Neheim-Hüsten. Nachdem die Stadt Neheim-Hüsten am 1. Januar 1975 zur Stadt Arnsberg eingemeindet wurde, wurde vier Jahre später der Zusatz Hüsten aus dem Vereinsnamen gestrichen. Bis 1991 unterhielt der SC Neheim auch noch eine Handballabteilung, die sich in den HSK Neheim-Hüsten ausgliederte.

### TuS Neheim
Der TuS Neheim qualifizierte sich im Jahre 1940 für den Tschammerpokal, dem Vorläufer des heutigen DFB-Pokals. Dort trafen die Neheimer in der ersten Runde auf eigenem Platz auf die Eschweiler Sportgemeinschaft. Das Spiel endete mit einem knappen 3:2-Sieg für die Gäste aus Eschweiler. Von 1943 bis 1945 bildete der TuS Neheim gemeinsam mit dem Verein SuS Hüsten 09 die Kriegsspielgemeinschaft KSG Neheim-Hüsten.

### Sportfreunde Neheim
1947 wurden die Sportfreunde Meister ihrer Bezirksklassenstaffel, scheiterten aber in der Aufstiegsrunde zur Landesliga Westfalen an SuS Menden 09. Das entscheidende Spiel verloren die Sportfreunde mit 3:5. Drei Jahre später gelang der Aufstieg in die neu geschaffene 2. Landesliga Westfalen, ehe die Neheimer nach Auflösung dieser Spielklasse 1952 die Landesliga erreichten. Diese war seinerzeit die höchste Amateurliga Westfalens. Zunächst kämpfte die Mannschaft stets gegen den Abstieg, ehe sich die Sportfreunde 1956 als Tabellenfünfter für die neu geschaffene Verbandsliga Westfalen qualifizierten.
Nach einem achten Platz in der Saison 1956/57 folgte ein Jahr später der Abstieg als Tabellenletzter. Im Jahre 1960 gelang der Wiederaufstieg, ehe die Sportfreunde mit Rang sieben in der Saison 1960/61 ihren sportlichen Zenit erreichten. Auch im Westdeutschen Pokal sorgten die Neheimer für Schlagzeilen, als sie in der ersten Runde den Erstligisten Borussia Dortmund mit 2:1 schlagen konnten. In der zweiten Runde kam jedoch das Aus nach einer 2:7-Niederlage gegen den Duisburger SpV. 1962 ging es zurück in die Landesliga, wo die Neheimer nicht mehr über Mittelmaß hinauskamen. 
Im Jahre 1966 stieg die Mannschaft in die Bezirksklasse ab. Gleichzeitig gewann die Neheimer A-Jugend gemeinsam mit dem BV Bad Lippspringe den erstmals ausgespielten Westfalenpokal. Die erste Herrenmannschaft schaffte den direkten Wiederaufstieg in die Landesliga. Nach Rang vier 1970 und Rang fünf ein Jahr später kam es zur Fusion mit der DJK Schwarz-Weiß zum SC Neheim-Hüsten.

### SC Neheim(-Hüsten)
Gleich in der ersten Saison nach der Fusion gelang im Jahre 1972 die Rückkehr in die Verbandsliga. Zwei Jahre später erreichte der SC Neheim-Hüsten Rang vier. Der Aufschwung ebbte aber schon kurze Zeit später wieder ab und im Jahre 1977 ging es für den Verein wieder zurück in die Landesliga. Zwei Jahre später gewann die A-Jugend des Vereins erneut den Westfalenpokal, während die erste Herrenmannschaft in die Verbandsliga aufstieg. Im Sommer 1979 wurde Vereinsname auf SC Neheim verkürzt. Die frühen 1980 brachten dem SC Neheim seine erfolgreichste Phase: 1981 wurde der SCN Dritter mit drei Punkten Rückstand auf den Meister Lüner SV. Ein Jahr später wurden die Neheimer Vizemeister mit elf Punkten Rückstand auf die Amateure des VfL Bochum. Dem Höhepunkt der Vereinsgeschichte folgte der Absturz, als der SC Neheim 1983 als Tabellenletzter abstieg.
Der Neheimer Helmut Gabriel gehörte zum deutschen Kader für die U-16-Weltmeisterschaft 1985 in der Volksrepublik China. Die deutsche Mannschaft wurde nach einer 0:2-Finalniederlage gegen Nigeria Vizemeister und Gabriel wurde in fünf von sechs Spielen eingesetzt. Ein Jahr später kehrten die Neheimer nach einem 1:0-Sieg im Entscheidungsspiel über die Spvg Versmold in Lippstadt noch einmal in die Verbandsliga zurück und wurde in der Aufstiegssaison 1986/87 Vierter, ehe die Mannschaft im Jahre 1989 wieder aus der Verbandsliga abstieg und 1993 den Gang in die Bezirksliga antreten musste. Nach dem Wiederaufstieg im Jahre 1997 gelang 2003 der erneute Aufstieg in die Verbandsliga. Nach drei Jahren Abstiegskampf ging es im Jahre 2006 hinunter in die Landesliga. Zehn Jahre später gelang der Wiederaufstieg in die Westfalenliga. Aus dieser stiegen die Neheimer 2024 wieder ab.

## Stadion
Heimspielstätte des Vereins ist das Binnerfeld-Stadion, auch bekannt als Sportanlage Binnerfeld. Das Stadion hat eine Kapazität von 6.000 Zuschauerplätzen. Gespielt wird auf Kunstrasen. Auf dem Nebenplatz wird auf Naturrasen, der von der Laufbahn umgeben ist, gespielt. 

## Erfolge
- Meister der Landesliga Westfalen 2: 1960, 1972, 1979, 2003, 2016
- Westfalenpokalsieger der A-Jugend: 1966, 1979[7]

## Persönlichkeiten
- Muhammed Bulut
- Helmut Gabriel
- Daniel Ginczek
- Uwe Grauer
- Dirk Hofmann
- Philipp Hofmann
- Yannick Langesberg
- Egon Mühr
- Stefan Pater
- Rouven Schröder
- Julian Schwermann
- Paul Senske